# Hesperochernes tamiae
Espèce
Hesperochernes tamiae est une espèce de pseudoscorpions de la famille des Chernetidae.

## Distribution
Cette espèce se rencontre aux États-Unis dans l'État de New York, au Vermont et au Maine et au Canada au Québec.

## Habitat
Elle se rencontre dans le terrier de Tamias sp..

## Description
Le mâle décrit mesure 2,7 mm et la femelle 3,5 mm.

## Publication originale
- Beier, 1930 : Die Pseudoskorpione des Wiener Naturhistorischen Museums. III. Annalen des Naturhistorischen Museums in Wien, vol. 44, p. 199-222 (texte intégral).